# Petr Gandalovič
Petr Gandalovič (* 15. srpna 1964 Praha) je český politik, zakládající člen a bývalý místopředseda ODS, v letech 2006 až 2009 postupně ministr pro místní rozvoj ČR a ministr zemědělství ČR ve vládách Mirka Topolánka. V letech 2011 až 2017 byl velvyslancem ČR v USA, v letech 2017 až 2021 pak stálým představitelem ČR při OECD v Paříži.

## Biografie
Absolvoval Gymnázium Dašická v Pardubicích, posléze v roce 1987 dokončil studium na Matematicko-fyzikální fakultě Univerzity Karlovy a nastoupil jako učitel fyziky na gymnáziu v Ústí nad Labem. V roce 1989 spoluzakládal OF v Ústí nad Labem.
Ve volbách v červnu 1990 byl zvolen do české části Sněmovny národů Federálního shromáždění ČSFR (volební obvod Severočeský kraj) za Občanské fórum. Po rozkladu OF v roce 1991 přešel do ODS. Za tuto stranu obhájil mandát ve volbách roku 1992. Ve Federálním shromáždění setrval do zániku Československa v prosinci 1992.
V roce 1991 byl zakládajícím členem ODS. Od května 1992 byl členem dozorčí rady ústecké Setuzy. V letech 1992 až 1994 působil jako náměstek ministra životního prostředí ČR. V letech 1994 až 1997 byl vrchním ředitelem a poradcem ministra na ministerstvu zahraničních věcí. V letech 1997 až 2002 působil ve funkci generálního konzula České republiky v New Yorku. Po dobu vykonávání diplomatické práce mu bylo pozastaveno členství v ODS.
Po svém návratu z USA byl v roce 2002 zvolen primátorem města Ústí nad Labem. V letech 2003–2006 byl stínovým ministrem ODS pro místní rozvoj. Ve volbách v roce 2006 byl zvolen do Poslanecké sněmovny Parlamentu České republiky za ODS a poslanecký mandát obhájil ve volbách roku 2010. V parlamentu zasedal do roku 2011, kdy nastoupil opět do diplomatických služeb.
Od r. 2005 je členem Lions Club v Ústí nad Labem.
Krátce byl v letech 2006–2007 ministrem pro místní rozvoj (první vláda Mirka Topolánka), a poté v období let 2007–2009 ministrem zemědělství (druhá vláda Mirka Topolánka). V listopadu 2006 byl zvolen místopředsedou ODS, v prosinci 2008 funkci obhájil, v červnu 2010 již nekandidoval.
V červenci 2011 předal pověřovací listiny Baracku Obamovi, a oficiálně tak zahájil funkci velvyslance Česka v USA. Post zastával do poloviny ledna 2017, kdy se stal stálým představitelem ČR při Organizaci pro hospodářskou spolupráci a rozvoj (OECD). V Paříži působil do prosince 2021, jeho nástupcem se stal Aleš Chmelař.
Od roku 2022 je na Ministerstvu zahraničních věcí ČR ředitelem Odboru rozvojové spolupráce a humanitární pomoci.

### Osobní život
Petr Gandalovič má tři dcery, Anetu, Lindu a Kamilu.

## Působení na ministerstvu zemědělství

### Lesy České republiky
Během svého působení na ministerstvu zemědělství se Petr Gandalovič několikrát dostal do popředí veřejného zájmu v souvislosti se státním podnikem Lesy ČR. 23. listopadu 2007 vznesl návrh na privatizaci tohoto podniku, a to včetně jeho ohromného pozemkového majetku (přibližně jedna šestina území ČR). 17. června 2008 ho Česká asociace podnikatelů v lesním hospodářství obvinila z napomáhání korupci při spolupráci s Lesy ČR při zadávání zakázek vybraným lesnickým firmám bez výběrového řízení.

### Oleofin
Obchodní společnost vzniklá za základech společnosti Setuza, později STZ, která od obchodníků s řepkou vykupovala komoditu pro lisování a výrobu olejů a vstupů pro výrobu biopaliv, vykazovala dlouhodobou ztrátovost. Petr Gandalovič jako ministr zemědělství se snažil prosadit státní pomoc a nákup dluhopisů společnosti emitovaných na Slovensku v českých korunách v celkové výši 300 miliónů Kč. Tyto dluhopisy měl nakoupit Podpůrný a garanční rolnický a lesnický fond (PGRLF).
Transakci zatrhl Jakub Šebesta, nástupce na postu ministra zemědělství. Oleofin, později podobná společnost Lukana Oil, byla vyvedena ze skupiny Via Chem Group a v současnosti ji vlastní skořápka Setuzy.
Skupinu společností kolem bývalého podniku Setuza ovládá Petr Sisák. Pro něj na různých pozicích vlastněných firem pracují Jan Kubata – bývalý primátor Ústí nad Labem, Bohuslav Doležal, Jan Šrubař, Milan Točina. Martin Procházka je dokonce menšinovým vlastníkem celého Via Chem Group.